# Tokai Rika Cherry Blossoms
I Tokai Rika Cherry Blossoms (東海理化チェリーブロッサムズ?, Tōkai Rika Cherī Burossamuzu) sono una squadra di softball femminile giapponese con sede a Oguchi, Aichi. Sono membri della West Division della Japan Diamond Softball League (JD.League).

## Storia
I Cherry Blossoms furono fondati nel 1979 come squadra di softball della Tokai Rika.
La Japan Diamond Softball League (JD.League) fu fondata nel 2022, e i Cherry Blossoms si unirono alla nuova lega come membri della West Division.

## Roster attuale
Aggiornato all'aprile 2022.
| Ruolo         | N.         | Nome             | Età        | Altezza            | Batte      | Lancia     | Note       |
| Giocatrici    | Giocatrici | Giocatrici       | Giocatrici | Giocatrici         | Giocatrici | Giocatrici | Giocatrici |
| ------------- | ---------- | ---------------- | ---------- | ------------------ | ---------- | ---------- | ---------- |
| Lanciatrici   | 3          | Momona Kagawa    | 26 anni    | 162 cm (5 ft 4 in) | Destro     | Destro     |            |
| Lanciatrici   | 11         | Minami Hisamoto  | 25 anni    | 164 cm (5 ft 5 in) | Destro     | Destro     |            |
| Lanciatrici   | 17         | Mai Nagaya       | 28 anni    | 161 cm (5 ft 3 in) | Sinistro   | Sinistro   |            |
| Lanciatrici   | 19         | Natsuki Fujimoto | 22 anni    | 166 cm (5 ft 5 in) | Sinistro   | Sinistro   |            |
| Lanciatrici   | 21         | Mirai Takahashi  | 23 anni    | 161 cm (5 ft 3 in) | Sinistro   | Destro     |            |
| Ricevitrici   | 14         | Miyane Asada     | 27 anni    | 170 cm (5 ft 7 in) | Sinistro   | Destro     |            |
| Ricevitrici   | 25         | Angel Yamamoto   | 25 anni    | 155 cm (5 ft 1 in) | Sinistro   | Destro     |            |
| Ricevitrici   | 33         | Tamaki Motokawa  | 25 anni    | 164 cm (5 ft 5 in) | Destro     | Destro     |            |
| Interne       | 1          | Nami Kamimura    | 26 anni    | 160 cm (5 ft 3 in) | Sinistro   | Destro     |            |
| Interne       | 2          | Hikaru Shibao    | 23 anni    | 156 cm (5 ft 1 in) | Sinistro   | Destro     |            |
| Interne       | 6          | Narumi Uchida    | 28 anni    | 159 cm (5 ft 3 in) | Sinistro   | Destro     |            |
| Interne       | 8          | Yuka Ikeda       | 25 anni    | 158 cm (5 ft 2 in) | Sinistro   | Destro     |            |
| Interne       | 10         | Sayaka Fumoto    | 29 anni    | 158 cm (5 ft 2 in) | Sinistro   | Destro     |            |
| Interne       | 13         | Karin Takizawa   | 24 anni    | 155 cm (5 ft 1 in) | Sinistro   | Destro     |            |
| Interne       | 16         | Haruka Kainuma   | 27 anni    | 172 cm (5 ft 8 in) | Sinistro   | Destro     |            |
| Interne       | 24         | Miina Ogura      | 25 anni    | 157 cm (5 ft 2 in) | Destro     | Destro     |            |
| Esterne       | 4          | Shino Momose     | 31 anni    | 158 cm (5 ft 2 in) | Sinistro   | Destro     |            |
| Esterne       | 5          | Miku Fujiki      | 27 anni    | 157 cm (5 ft 2 in) | Destro     | Destro     |            |
| Esterne       | 7          | Nana Yoshida     | 27 anni    | 158 cm (5 ft 2 in) | Destro     | Destro     |            |
| Esterne       | 9          | Saori Anami      | 29 anni    | 169 cm (5 ft 7 in) | Sinistro   | Destro     |            |
| Esterne       | 12         | Yuka Nishide     | 23 anni    | 153 cm (5 ft 0 in) | Sinistro   | Destro     |            |
| Esterne       | 15         | Ami Kato         | 27 anni    | 160 cm (5 ft 3 in) | Sinistro   | Destro     |            |
| Esterne       | 22         | Nene Matsuba     | 25 anni    | 165 cm (5 ft 5 in) | Sinistro   | Destro     |            |
| Staff tecnico |            |                  |            |                    |            |            |            |
| Manager       | 30         | Akane Nakanishi  | 45 anni    | -                  | -          | -          |            |
| Coach         | 31         | Kanako Ochi      | 39 anni    | -                  | -          | -          |            |
| Coach         | 32         | Mayuki Okuda     | 30 anni    | -                  | -          | -          |            |